# الوسط التاريخي في ريغا
الوسط التاريخي في ريغا القديمة (Vecrīga أي «ريغا القديمة Old Riga») هي المركز التاريخي والحي في مدينة ريغا في لاتفيا، وتقع في المنطقة الوسطى على الجانب الشرقي من نهر دفينا . تشتهر ريغا القديمة بكنائسها وكاتدرائياتها القديمة، مثل كاتدرائية ريغا وكنيسة القديس بطرس.

## تاريخها
ريغا القديمة هي المنطقة الأصلية في ريغا وتتكون من حدود المدينة التاريخية قبل أن يتم توسيع المدينة بشكل كبير في أواخر القرن التاسع عشر. في السنوات الماضية، كانت ريغا القديمة محمية بجدار محيط باستثناء الجانب المجاور لضفة نهر دفينا. عندما تم هدم الجدار، ملأت المياه من نهر دفينا الفارغ مما صنع (قناة مدينة ريغا).

### الإرث العالمي
في أوائل التسعينيات من القرن الماضي، تم إغلاق شوارع ريغا القديمة أمام حركة المرور ولا يُسمح إلا لسكان المنطقة ومركبات التوصيل المحلية داخل حدود ريغا القديمة بتصاريح خاصة. حاليا فأن ريغا القديمة هي جزء من أحد مواقع التراث العالمي لليونسكو المدرجة على أنها «المركز التاريخي لمدينة ريغا»، والتي تضم أيضًا الكثير من منطقة وسط ريغا المحيطة بها. 

## ابرز مناطق ريغا القديمة
من ابرز الأمان في ريغا القديمة[بحاجة لمصدر]
- قلعة ريغا
- كات هاوس
- ساحة الدير
- منزل دانينسترن
- بيت الرؤوس السوداء
- منزل شركة ليفونيان نوبل  [لغات أخرى]‏
- النقابة الصغيرة
- برج المسحوق
- الطائفة الصغيرة في ريغا
- البوابة السويدية
- مبنى الاخوة الثلاثة في ريغا
- جسر فانشو

## معرض الصور

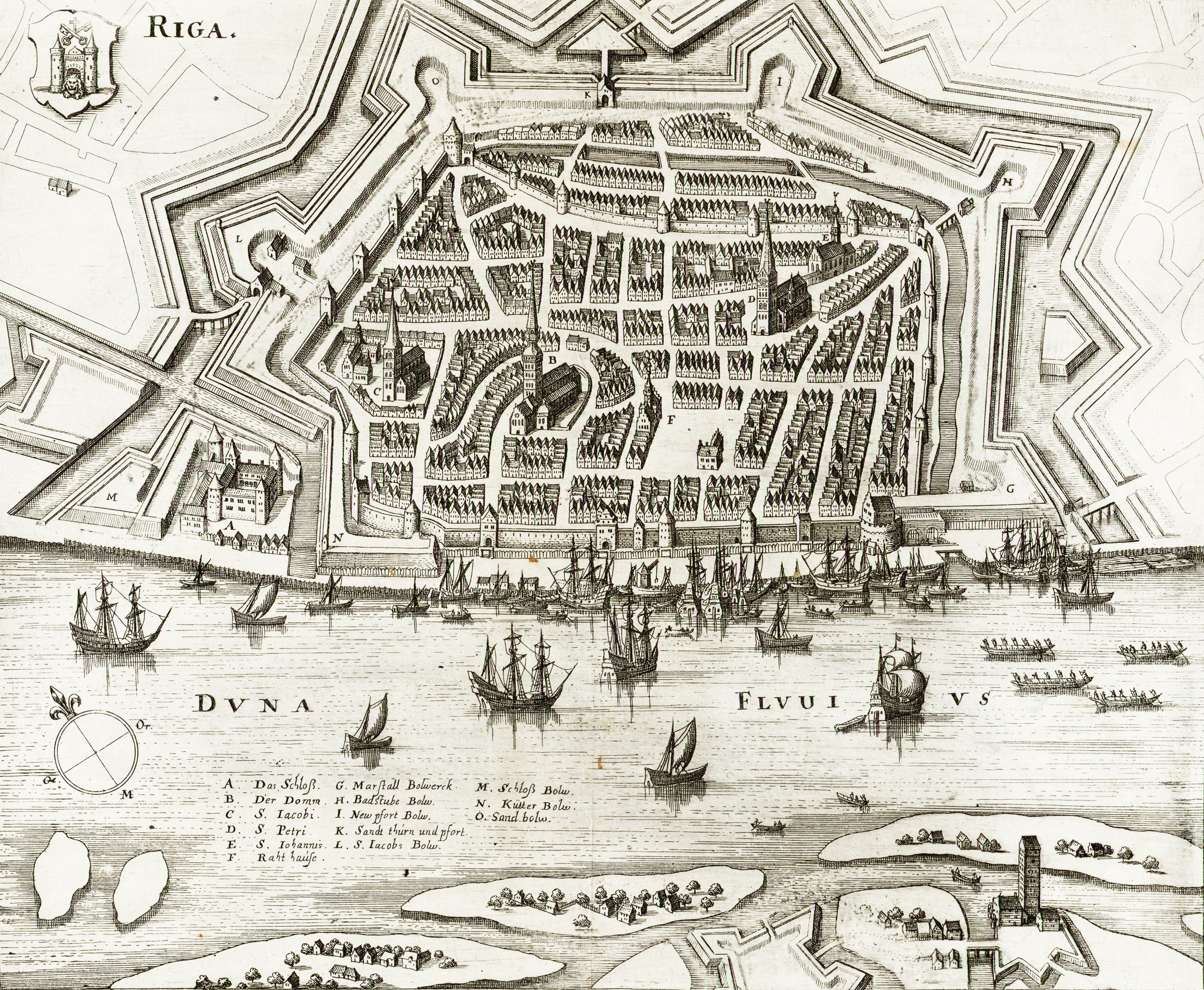
الحدود الأصلية لريجا القديمة عام 1637
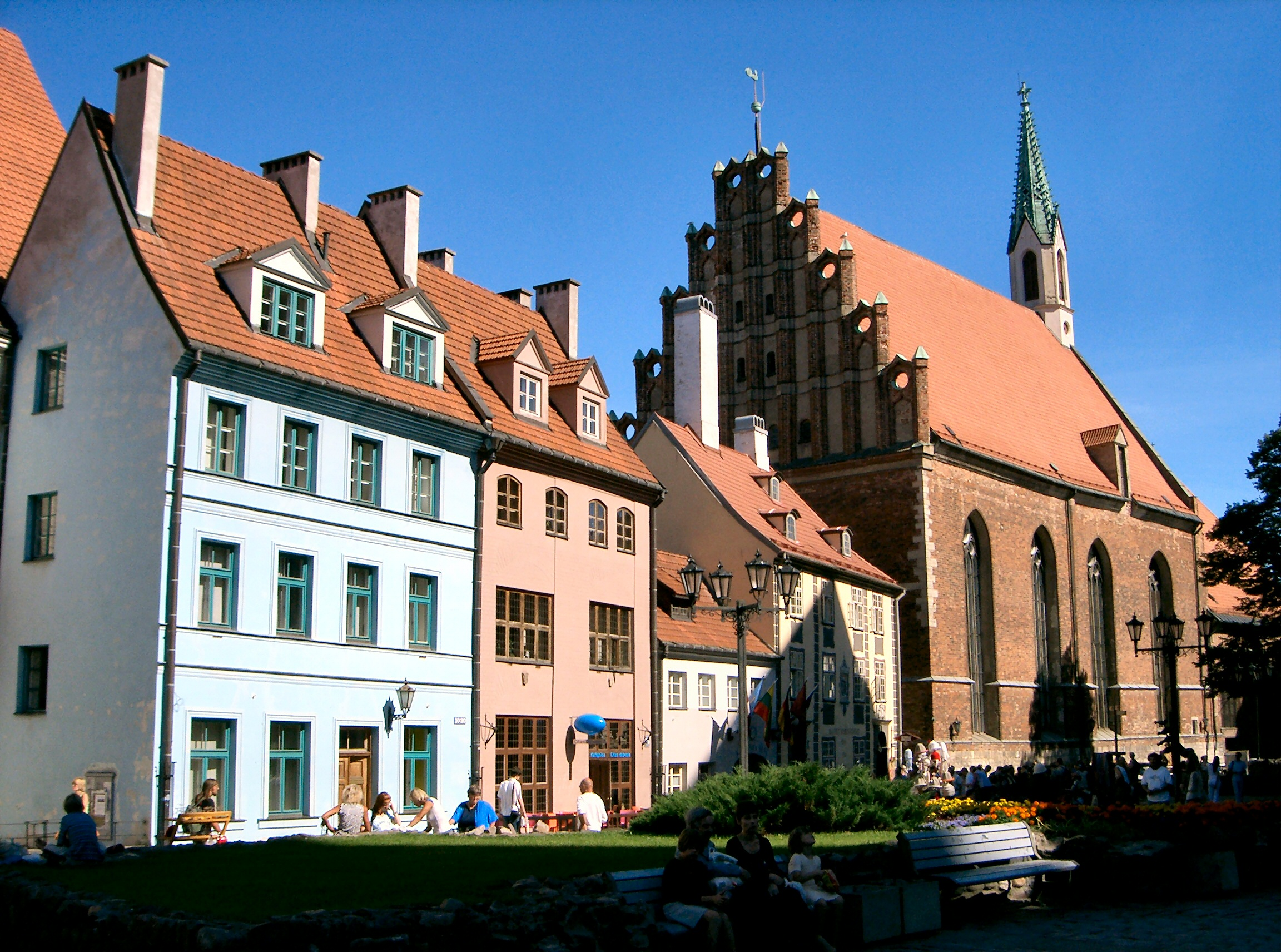
كنيسة القديس يوحنا ، ريجا  [لغات أخرى]‏
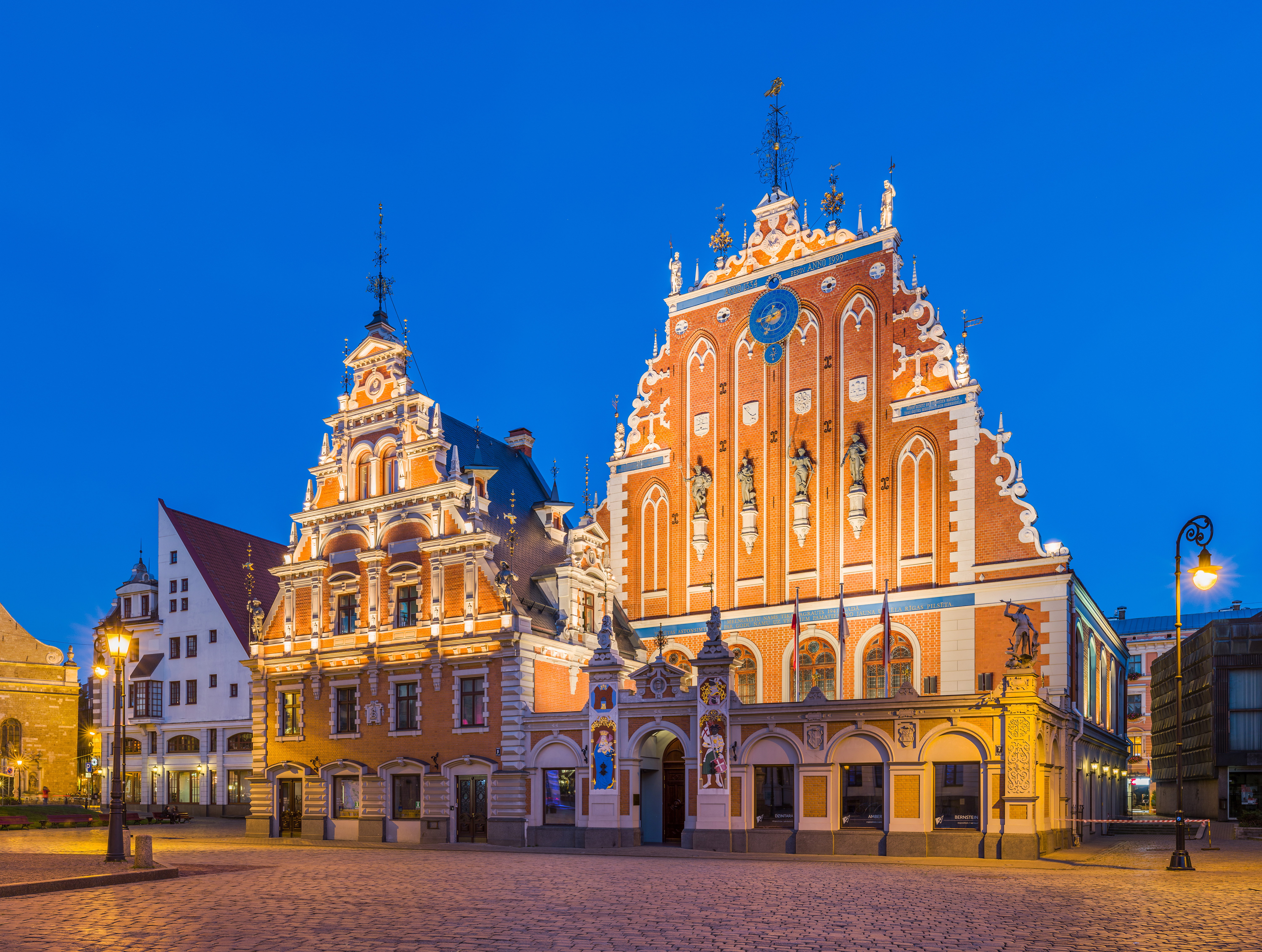
بيت الرؤوس السوداء  [لغات أخرى]‏ في ريغا القديمة
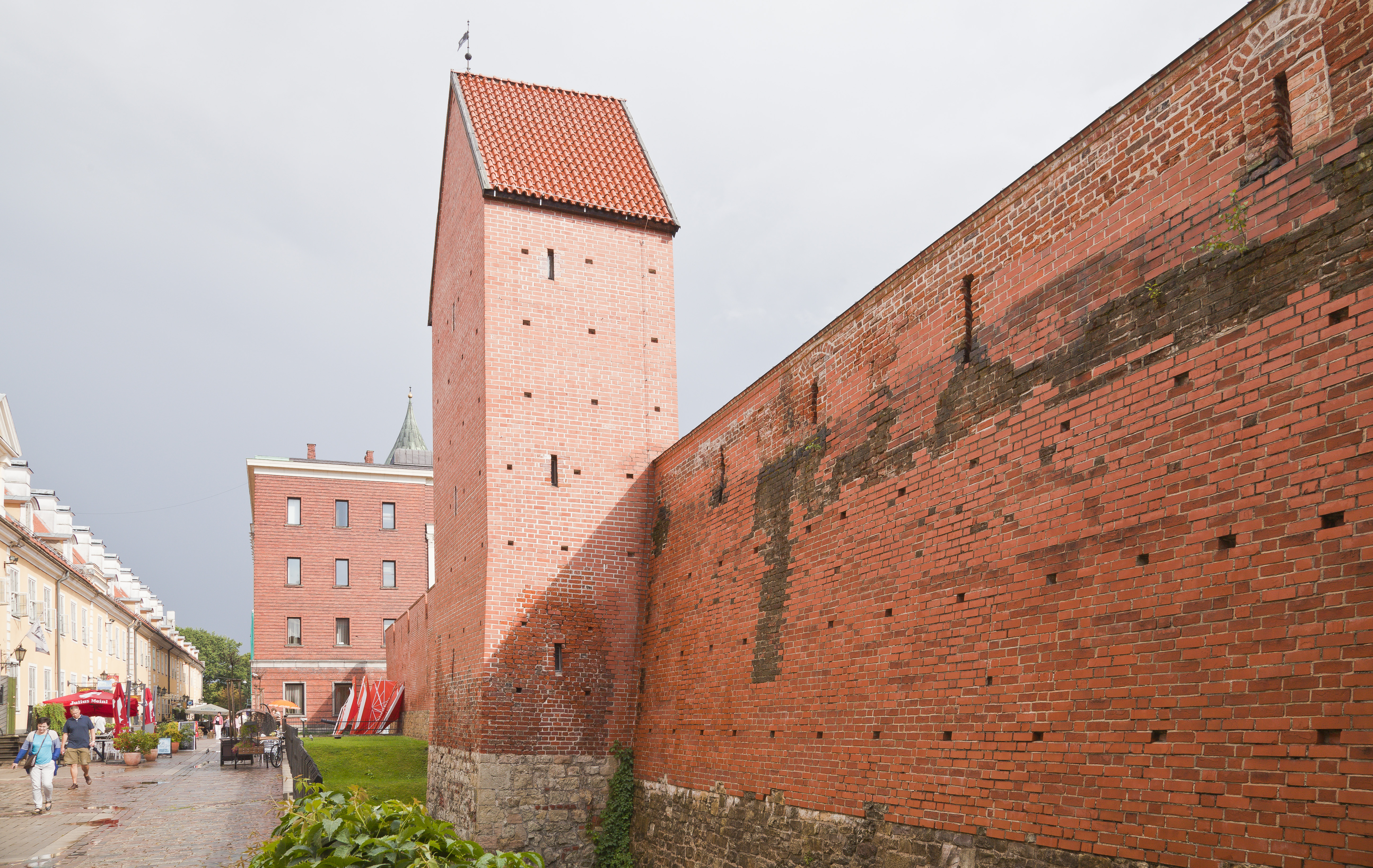
قسم أعيد بناؤه من سور المدينة في العصور الوسطى
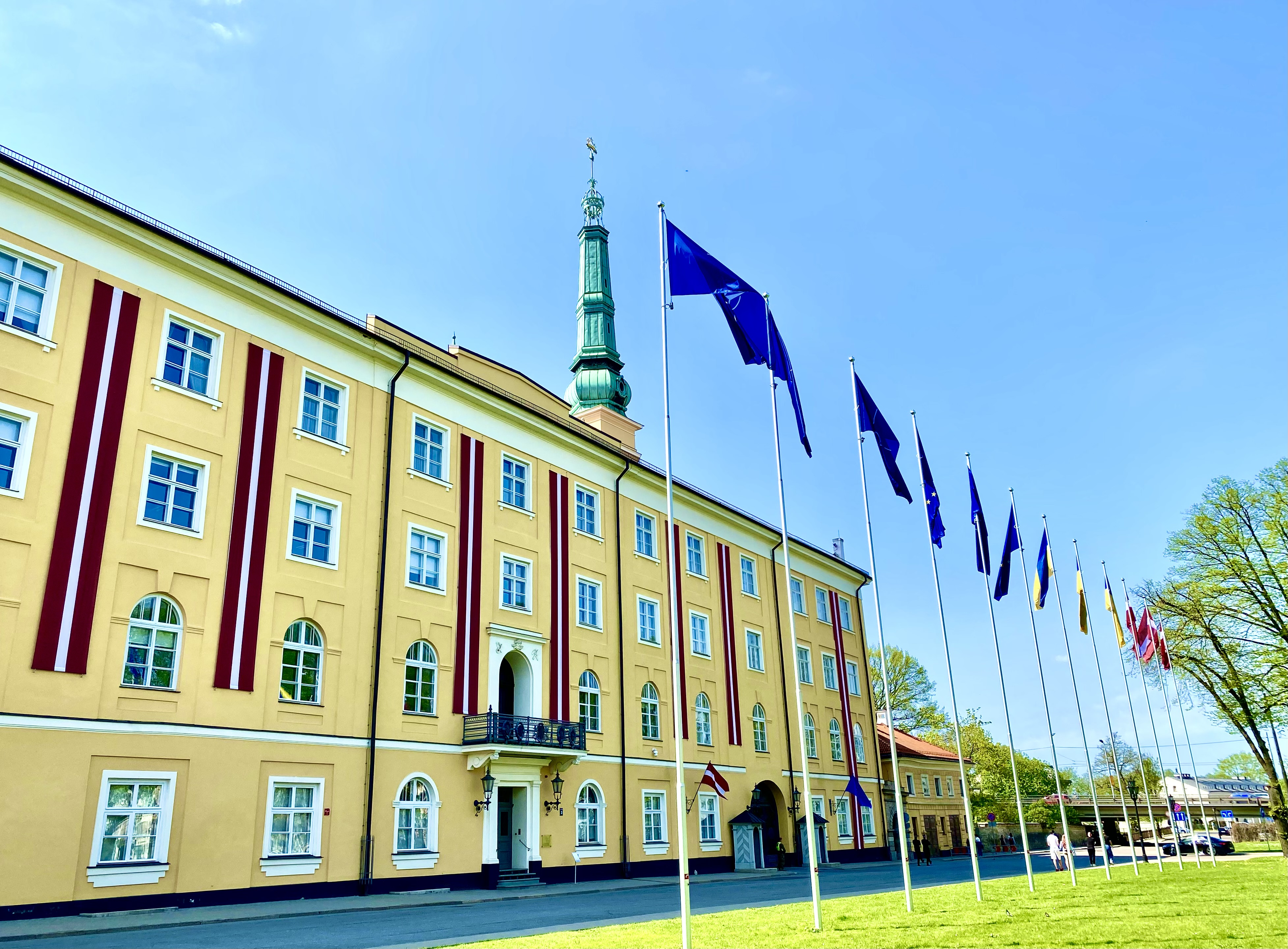
قلعة ريغا  [لغات أخرى]‏ في ريغا القديمة
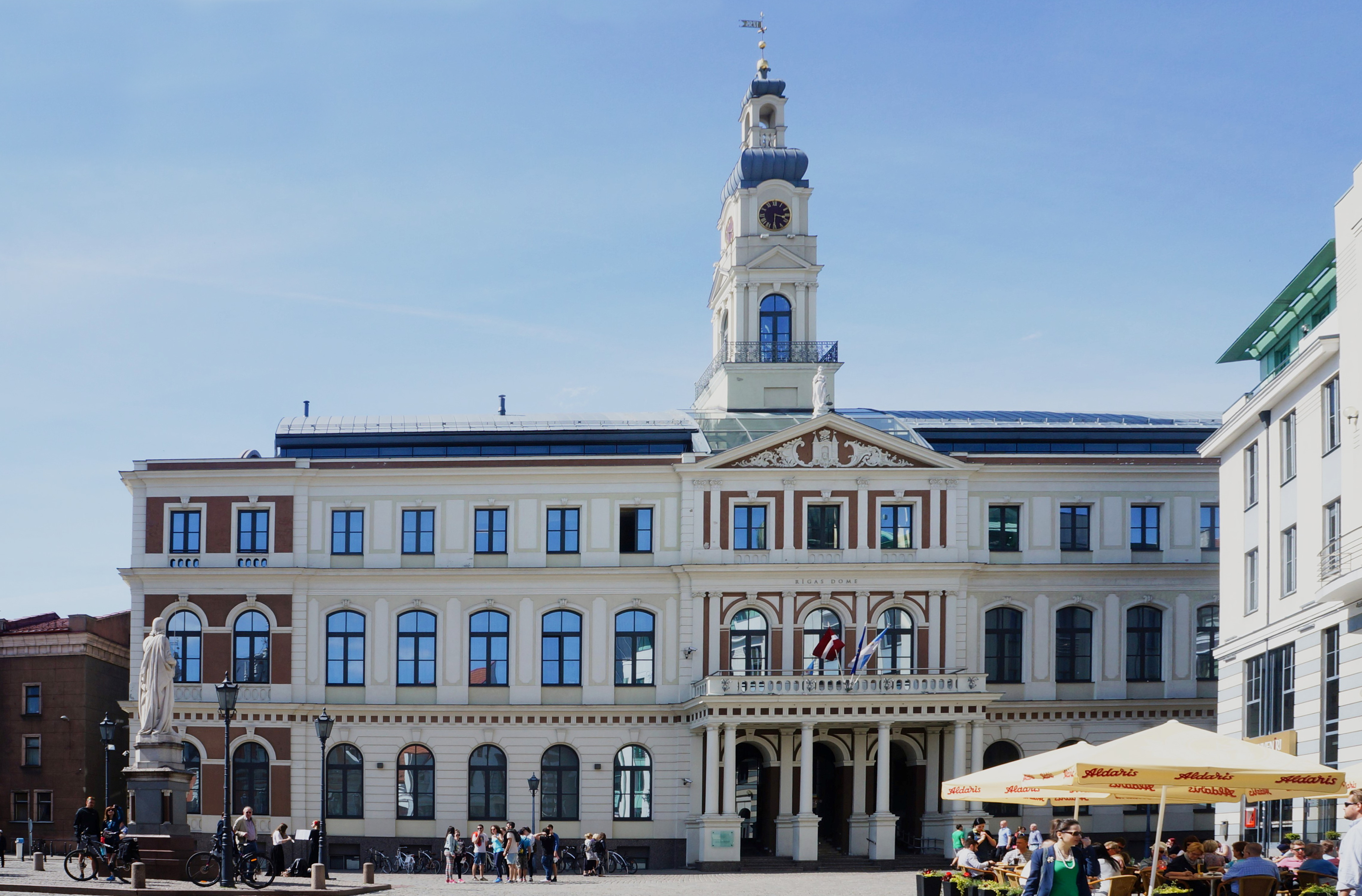
Riga Town Hall في Vecrīga
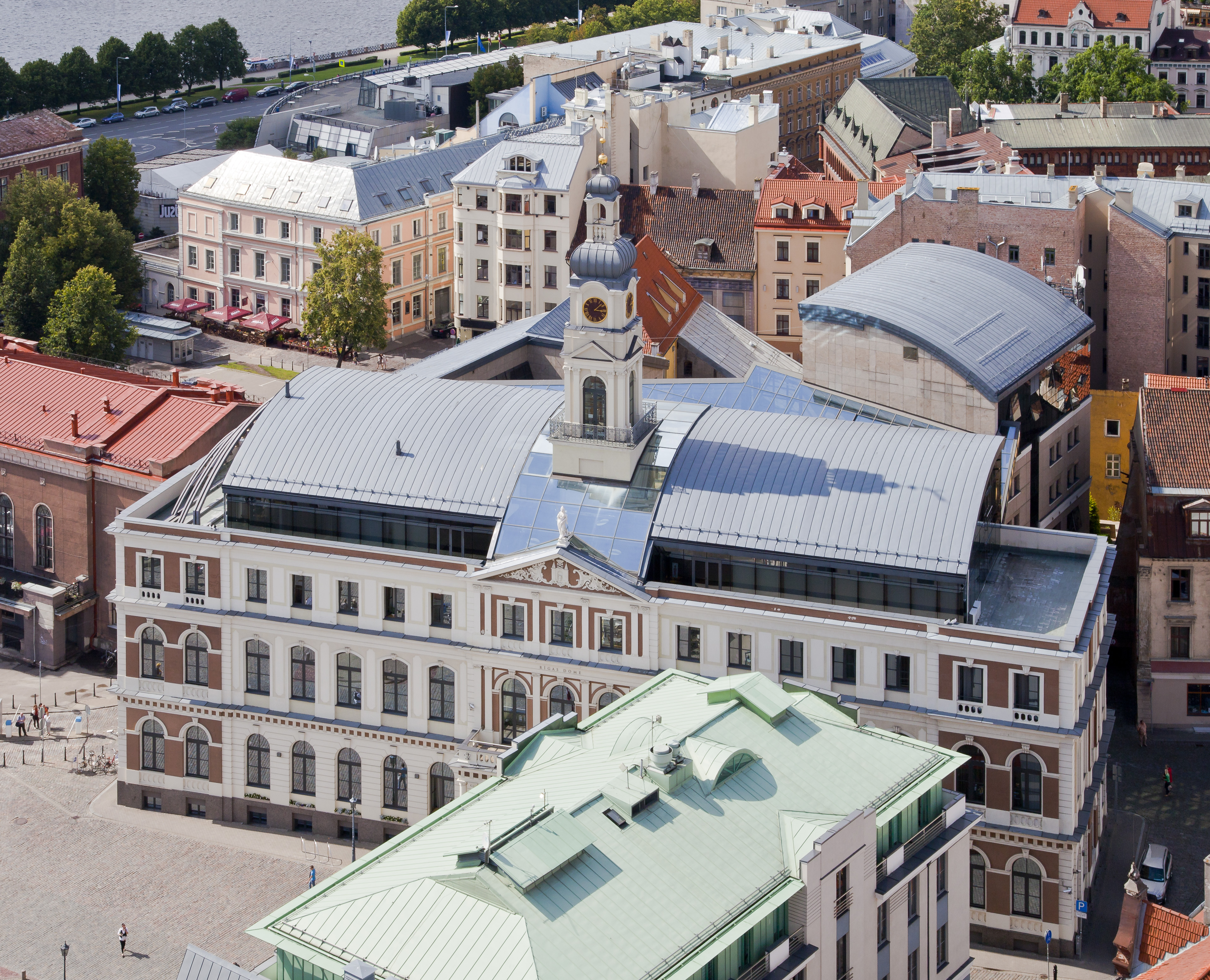
منازل وشوارع ريغى القيدمة، بإطلالة جوية على مبنى البلدية
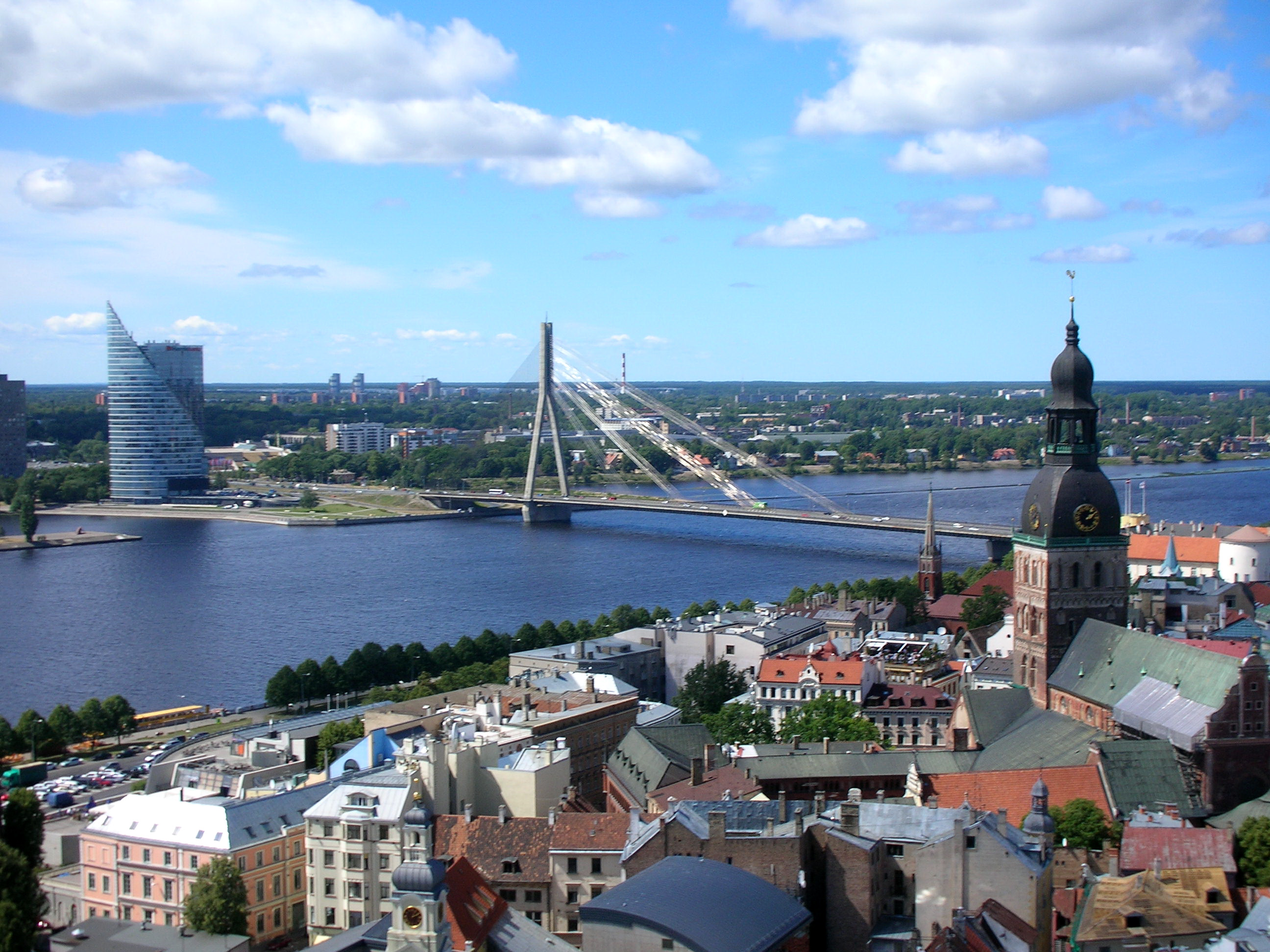
منظر لجسر فانشو
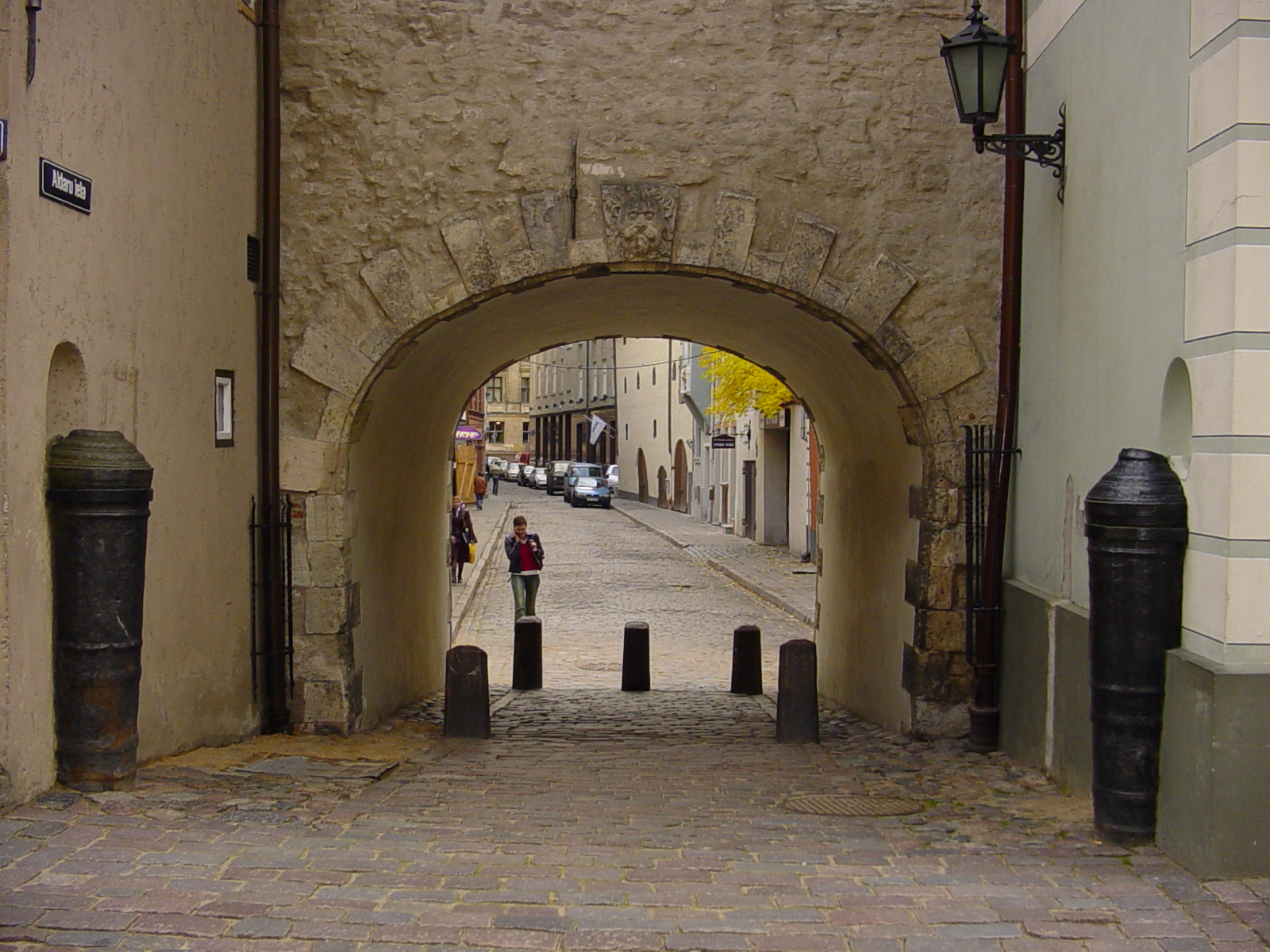
منظر امامي للبوابة السويدية في الوسط التاريخ في ريغا